# 昆比 (愛荷華州)
昆比（英語：Quimby）是一個位於美國愛荷華州切羅基縣的城市。

## 地理
昆比的座標為42°37′47″N 91°38′35″W / 42.62972°N 91.64306°W，而該地的平均海拔高度為361米（即1184英尺）。

## 人口
根據2010年美國人口普查的數據，昆比的面積為1.06平方千米，當中陸地面積為1.06平方千米，而水域面積為0.00平方千米。當地共有人口319人，而人口密度為每平方千米300人。